# Секуляризация в Баварии

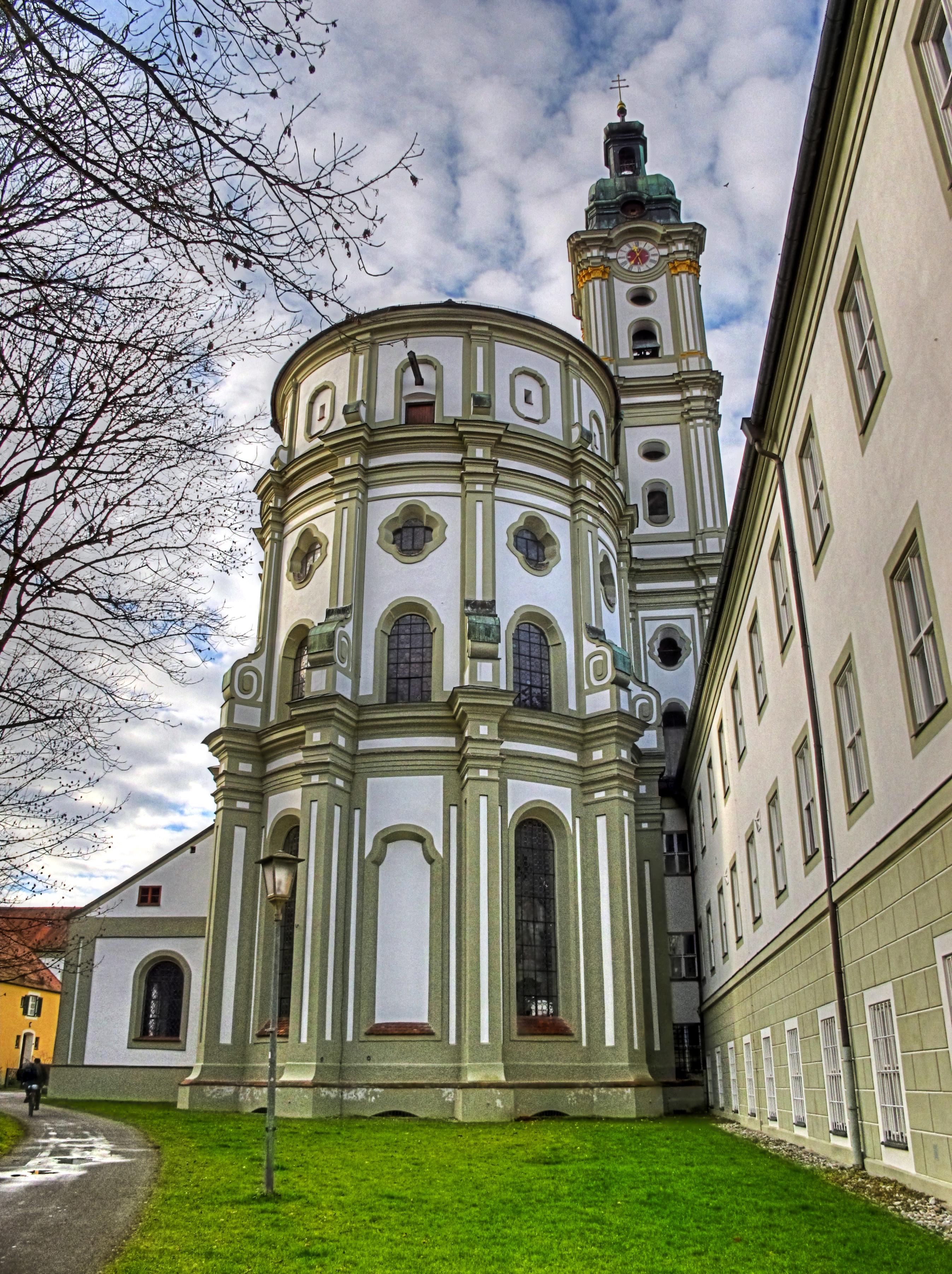
Секуляризированный монастырь Фюрстенфельд.

В рамках секуляризации Баварии в 1802 и 1803 годах была проведена секуляризация церковных владений в Баварском курфюршестве.

## Предтечи
В XVI в. герцог Максимилиан I учредил Коллегию духовного совета для надзора за церковью на основе принципа верховенства государства. С 1608 г. курфюрст претендовал на право патронажа, когда по этому поводу возникали разногласия с монастырями и монастырями.
В 1743 году курфюрст Баварии Карл Альбрехт предложил австрийской эрцгерцогине Марии Терезии расширить Австрию и особенно Баварию за счет секуляризации и присоединения княжеств-епископств, что было ею отвергнуто. В Австрии многие епископства вообще не могли быть лишены независимости из-за свободного имперского статуса Мнение юристов Кристиана Вольфа, Иоганна Готлиба Хайнеккиуса и Самуэля фон Пуфендорфа о том, что церковь является богатым, могущественным государством в государстве и что угнетенному государству необходимо помочь, нашло отклик и получило все большее распространение.

## Реализация

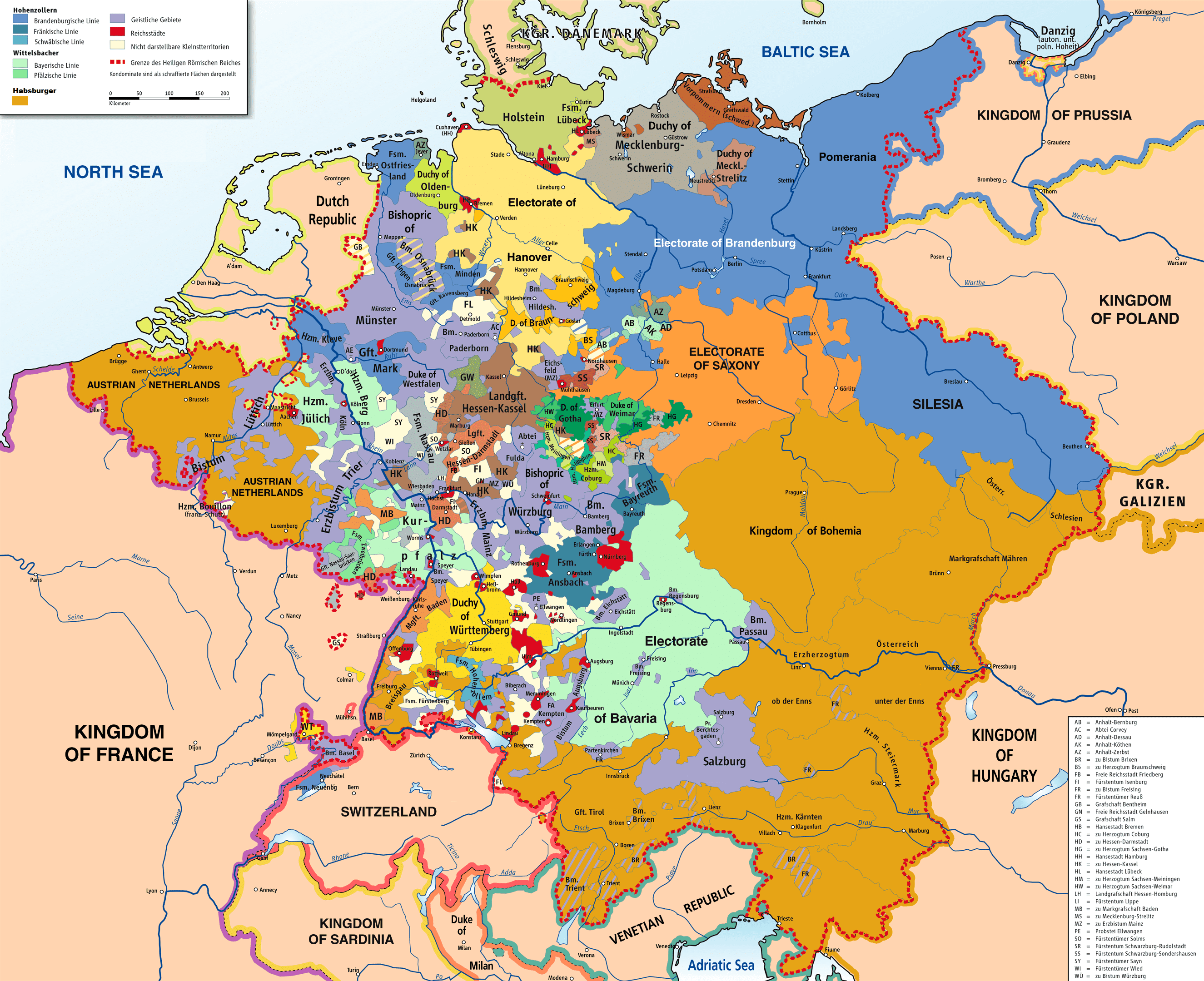
Курфюршество Бавария в 1789 г.

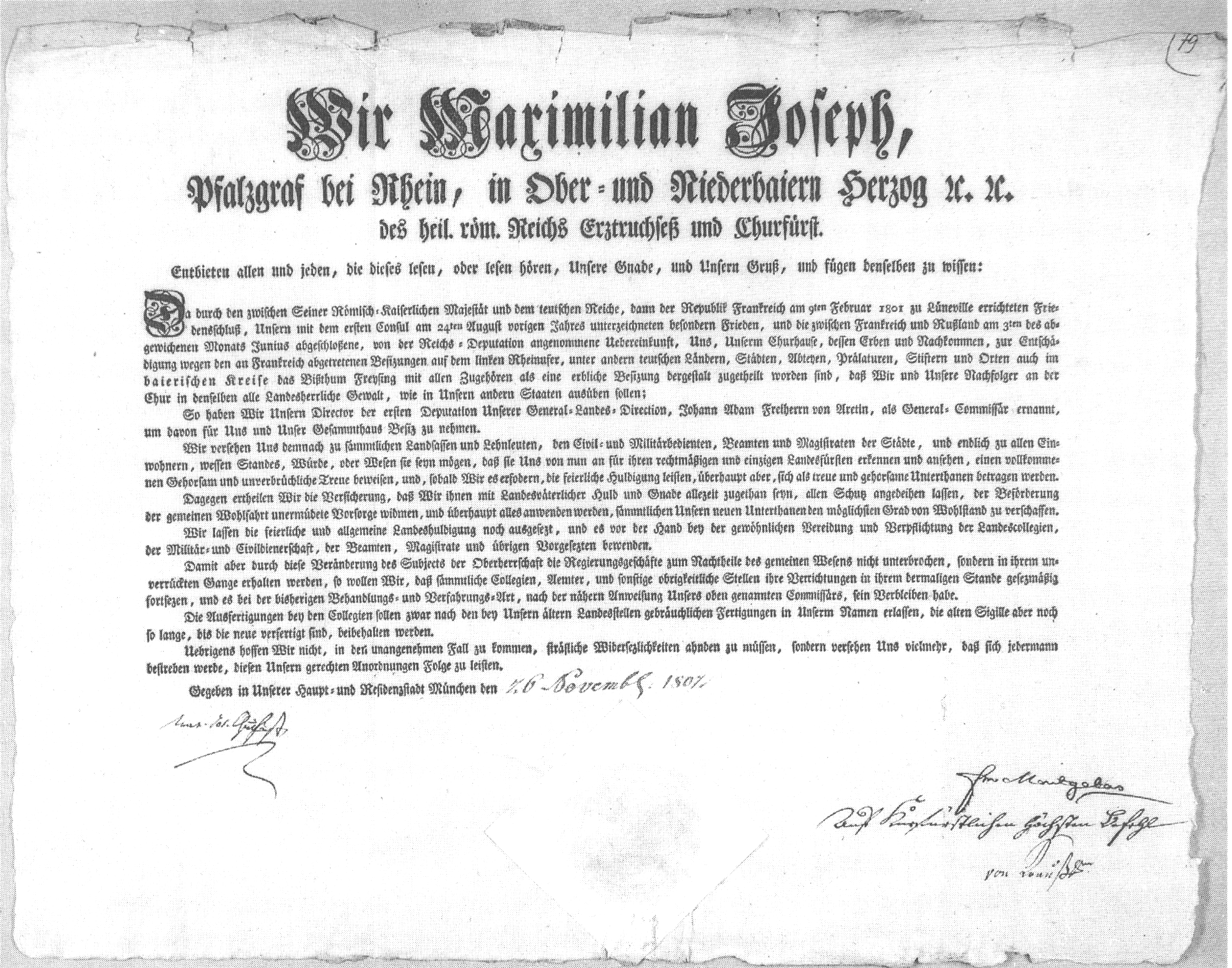
Патент на владение Фрайзингом от 26 ноября 1802 г.

Катализатором секуляризации, проведенной по всей Германии, стали военные успехи Наполеона Бонапарта. В результате смещения французской восточной границы некоторые государства и правители Священной Римской империи потеряли свои территории на левом берегу Рейна. В качестве компенсации за это 25 апреля 1803 г. заключительным постановлением имперской депутации им были предоставлены церковные имперские владения. Почти все духовные сословия империи были распущены. Но Имперский парламентский устав также прямо уполномочил землевладельцев упразднить ландштандатные медиатские монастыри.
25 января 1802 года указом кабинета министров курфюрст Максимилиан IV распустил почти все монастыри, которые не были связаны с политическим представительством сословий. В первую очередь это касалось нищенствующих орденов доминиканцев, францисканцев, капуцинов, августинцев-отшельников и кармелитов. Когда в феврале 1803 г. был принят закон, Бавария уже осенью 1802 г. оккупировала княжества-епископства Аугсбурга, Бамберга, Фрайзинга и Вюрцбурга, а также часть территории Айхштетта и Пассау с соответствующими монастырями. Кроме того, были захвачены девять швабских и четыре франконских имперских аббатства и княжеское аббатство Кемптен. Кроме того, аннексия восьми швабских и семи франкских имперских городов также привела к упразднению их монастырей, если только последние — например, Нюрнберг — со своей стороны не секуляризовали свои монастыри ещё во время Реформации.
Курфюрст 3 ноября 1802 г. передал в свое распоряжение 57 поместных монастырей и 7 коллегиальных коллегий через уполномоченных. Предложение прелатов аббата Карла Клокера из Бенедиктбойерна и аббата монастыря Прюфенинга Руперта Корнманна от имени монастырей о предоставлении 7 млн флоринов в качестве залога осталось без ответа. В марте 1803 г. были распущены монастыри прелатов в герцогстве Бавария и областях Нойбург и Верхний Пфальц — монастыри бенедиктинцев, августинцев-хормейстеров, цистерцианцев и премонстратов.
Многие объекты недвижимости были проданы с аукциона, что привело к падению цен. Среди покупателей были арендаторы, иностранцы, но чаще всего это были богатые ремесленники, собственники, торговцы или дворяне.
Лишь некоторые монастыри должны были быть временно сохранены до роспуска в качестве так называемых центральных или исчезающих монастырей (аббатство капуцинов Альтэттинг, монастырь августинцев-отшельников об дер Шуттер (Ингольштадт), монастырь францисканцев Клостерлехфельд, кармелитский монастырь Райзах, францисканский монастырь Невигес, монастырь миноритов в Ратингене, монастырь августинцев в Ресрате и францисканский монастырь Випперфюрт.. Однако этим монастырям не разрешалось принимать новых членов. Религиозные деятели, которые не хотели идти в центральный монастырь, получали ежегодную помощь или единовременное выходное пособие. Им пришлось снять свое орденское облачение. Подходящие люди могли подать заявление на должность пастыря или учителя.
Луиза Йориссен в своей диссертации приходит к выводу, что курфюршество выручило от секуляризации монастырей около 13,43 млн гульденов, в эту сумму не включены здания, земли, леса, озера, а также произведения искусства или книги, которые не были уничтожены или проданы.
Упразднение баварских монастырей также привело к роспуску многочисленных монастырских библиотек. Коллекция придворной библиотеки курфюрста к середине XIX в. увеличилась до более чем 22 тыс. рукописей, большая часть которых была получена из упраздненных монастырей. Однако многочисленные культурные сокровища также были утеряны.

## Последствия
Секуляризация и её последствия стали одним из самых сильных потрясений в истории Баварии. Поскольку монастыри исчезли как экономический фактор и центры науки, образования и социальной помощи, последствия для сельского населения в краткосрочной и среднесрочной перспективе были особенно серьёзными. В то же время, за счёт экспроприированных культурных ценностей Мюнхен стал европейской культурной метрополией. Королевству Бавария, состоявшему помимо католической Старой Баварии из смешанных католико-протестантских частей Франконии и Швабии удалось достичь определённого паритета конфессий, страной можно было управлять в духе Просвещения
В 1825 году во время правления короля Людовика I в соответствии с конкордатом между Святым Престолом и Королевством Бавария от 1817 года было восстановлено несколько монастырей. Монастырь Меттен был первым монастырем, который был заново основан в 1830 году. Впоследствии существующие исчезающие монастыри также часто становились источником новых и возрождаемых монастырей. В конкордате также было согласовано, что баварское государство оплачивает содержание архиепископов, епископов и членов соборного капитула, а также содержание соборов и зданий епархий в качестве компенсации за экспроприацию.